# التنرودا
التنرودا (به آلمانی: Altenroda) یک منطقهٔ مسکونی در آلمان است که در باد بیبرا واقع شده‌است.

## خصوصیات
التنرودا ۱۴٫۳۴ کیلومترمربع مساحت دارد ۲۴۰ متر بالاتر از سطح دریا واقع شده‌است.